# Molí de l'Abadia
El Molí de l'Abadia és una obra de Igualada (Anoia) protegida com a Bé Cultural d'Interès Local.

## Descripció
Conjunt format per tres elements molt diferents però directament lligats entre si: la resclosa sobre el riu Anoia, el rec que portava aigua (aprofitat posteriorment per abastir les adoberies) i el molí de gra.
Edifici amb construccions posteriors per adaptar-lo en Adoberia, es conserven els dos cups del molí d'uns dos metres de diàmetre per uns quatre. Posteriorment coberts amb una arcada.
Es troba prop del molí del Perdut i, per tant, també a prop de la desembocadura del torrent de Garrigosa.